# HD 35281
HD 35281，又名BD-08 1107，SAO 132053、HR 1778，是一颗恒星，视星等为5.9，位于銀經210.5，銀緯-23.39，其B1900.0坐标为赤經5h 18m 30.7s，赤緯-8° -23.39′ 36″。